# Гамбарини, Элизабетта де
Элизабетта де Гамбарини, в замужестве Шазаль (англ. Elisabetta de Gambarini; 7 сентября 1731, Лондон — 9 февраля 1765, там же) — английская певица (сопрано), органистка, клавесинистка, дирижёр и композитор итальянского происхождения.

## Биография
Элизабетта де Гамбарини родилась в Лондоне в 1730 году, в семье Карла Гамбарини, советника ландграфа Гессен-Касселя и Джоанны Страдиотти. Ее отец был дворянином из Лукки, Италия. Ее мать имела аналогичный статус из Далмации. Элизабетта была третьей из четырех детей. Она была единственной сестрой, которая дожила до зрелости.
Есть предположение, что она училась у Франческо Джеминиани.
Исполняла партию второго сопрано в «Случайной оратории» Генделя (HWV 62; премьера 14 февраля 1746), партию израильской женщины на премьере его оратории «Иуда Маккавей» (1 апреля 1747). Вероятно, она исполняла партию Асенефы в оратории «Иосиф и его братья» (1747). Кроме того, её имя указано в афишах «Самсона» и «Мессии», но даты выступлений остались неизвестными.
В 1748—1750 гг. опубликовала три сборника произведений для клавесина, песни на итальянском и английском языках. Среди 200 подписчиков на издания её клавесинных сочинений был и Гендель.
15 апреля 1761 года в Большом зале на Дин-стрит состоялся её бенефис, на котором была исполнена её ода, а также кантаты Джеминиани. 
20 марта 1764 года Элизабетта вышла замуж за Этьена Шазаля.
Как миссис Шазаль, в мае 1764 года дала концерт, на котором выступила как органистка и композитор. Это был её последний концерт, вскоре она умерла у себя дома. В завещании ее матери говорится, что у Элизабетты была дочь Джованна Джорджиана Шазаль. Предполагают, что Элизабетта могла скончаться во время родов.
Согласно «Лексикону…» Гербера, была также художницей.